# To (lingüística)
En lingüística, el to és el fenomen en què l'altura de la veu té valor fonològic, és a dir, en què hi ha parells mínims que es distingeixen únicament per la seva altura, o pel seu contorn d'altura (creixent, decreixent, etcètera).
Les llengües que tenen aquesta particularitat s'anomenen llengües tonals.
Quan parlem produïm sons amb el nostre aparell fonador. Aquests sons són ben diversos: depenen de la persona que els fa, de les circumstàncies i dels moviments, que no són mai perfectes ni matemàtics. El fonema és una abstacció d'entre tot aquest ventall de sons que té un valor diferent a un altre fonema. Aquests elements són els que construeixen les paraules i són els punts distintius que ens indiquen que és aquest mot i no un altre. Però si ens fixem en com enraonem, veiem que les paraules no només estan fetes de fonemes: hi ha alguna cosa més que complementa el so. Això és el que anomenen to.
Els tons constitueixen unitats lingüístiques al mateix nivell que els fonemes. Però, a diferència d'aquests, els tons no poden ser dividits en unitats més petites. Són, doncs, unitats supra-segmentals. El conjunt que formen el to i el fonema s'anomena tonema. Així doncs, un mot està fet de petites peces que encaixen entre elles i formen conjunts més grans. Observeu aquest esquema:
SO SO SO SO 	 SO SO SO 

FONEMA		UN ALTRE FONEMA

FONEMA + TO = TONEMA

FONEMES i TONEMES = MOT

## Realització del to
Els tons es produeixen, com tots els sons de la llengua verbal, amb l'aparell fonador, que inclou diverses parts del cos des de la gola, la llengua, les dents i les genives. Els tons modifiquen so lingüístic segons dos paràmetres: la freqüència de la veu i el contorn de la veu.

### La freqüència: tons alts i baixos
La freqüència de l'ona sonora denota si el so és agut o greu. Com més alta és la freqüència més agut és el so i com més baixa, més greu. En la mesura que es modifica la freqüència de la veu, es produeixen una sèrie de distincions tonals, més endavant veurem quines funcions poden tenir. Agafant exemples de diferents mots pronunciats i la informació que els aporta el to, es pot concloure quan en una llengua existeixen dos tons diferents.
Si, posem per cas, una llengua té dos tons basats en una variació de freqüència, tindrà un to baix i un d'alt. Si fossin tres serien: baix, mitjà i alt. Poden ser més, però sempre es podran ordenar començant per un de més baix i els següents que aniran pujant fins al més alt.

### Contorn: tons ascendents i descendents
Hi ha llengües que tenen tots els tons estàtics, però n'hi ha d'altres que tenen moviment. El contorn és el canvi de freqüència que es produeix des del principi del mot fins al final.
Si una llengua té dues freqüències, una d'alta i una altra de baixa, el to pot començar baix i pujar a alt. En aquest cast parlaríem d'un to ascendent. Si comencés sent alt i al final de la paraula fos baix, el to seria descendent. Un mateix to pot contenir diverses ascendències i descendències. A més, pot ascendir i descendir, no només a les alçades alta i baixa, sinó a més nivells diferents.
Si no hi ha contorn es diu que el to és pla, ja que no canvia de nivell.
Per exemple, el mandarí té quatre tons: el primer és alt i pla; el segon, amb contorn ascendent; el tercer, en què la freqüència disminueix i llavors augmenta; i el quart, en què la freqüència de la veu disminueix. És possible trobar molts exemples de parells mínims, en els quals dues paraules es distingeixen només per la variació dels tons.

### El to és una qüestió genètica?
Un article publicat en el 2007 suggereix que la presència o absència de to lingüísticament distintiu en llengües resulta en part de diferències genètiques. Els autors argumenten que la freqüència de dos al·lels en la població coincideix amb la distribució geogràfica de tonalitat. Específicament, van estudiar dos gens, ASPM i Microcephalin, que regulen el desenvolupament del cervell. Cada un d'aquests gens té dos al·lels, un més vell i un derivat (més recent), i les formes derivades són comunes a Europa, Àsia Occidental, i Àfrica del Nord, mentre que les formes més velles són més comunes a l'Àfrica subsahariana i a l'Àsia Oriental. (Els autors no han estudiat la freqüència a Austràlia o Amèrica.)
De tota manera, no hi ha cap prova directa que aquests gens afectin la capacitat del llenguatge. A més, un nen de qualsevol origen ètnic adquirirà com a llengua materna l'idioma de la comunitat en què és criat. Per tant, si aquests al·lels realment tenen influència sobre l'existència de tonalitat en les llengües, ha de ser una influència insignificant a nivell individual.

## Funció del to

### Informar de detalls sobre el missatge
La fonologia és la branca de la lingüística que estudia el paper que tenen els tons en diverses paraules de distintes llengües. Sembla que totes les llengües verbals utilitzen els tons per a comunicar emocions o èmfasi: un fenomen conegut com a entonació. Fixeu-vos que és diferent quan enunciem un fet de quan preguntem, donem ordres, supliquem o ens exclamem. Així doncs, el to que utilitzem ens dona una informació sobre la situació comunicativa i la intenció del missatge.

### Els tons no són universals
Però els tons i el seu ús no és el mateix en totes les llengües. Per exemple, les preguntes no s'entonen igual en anglès que en català. Encara pot ser un tret difícil de copsar, un to fora del natural pot sonar estrany. Tanmateix, no només el factor llengua fa canviar la tonalitat. Si anem al Pirineu oriental i escoltem com parlen el català, podrem comprovar que no entonen igual que a les terres de Lleida, a l'Horta de València, al Barcelonès, a les Balears, o a l'Alguer. Així que a dins d'una mateixa llengua també hi ha variacions de to. De la mateixa manera, a cada indret del món hi ha una manera particular d'entonar, i en un país estranger l'interlocutor pot perdre informació si no està acostumat a l'entonació de qui parla. Això vol dir que l'ús i el significat dels tons varia segons dos factors: la llengua i l'indret.

### Quan una llengua és tonal
En determinades llengües els tons tenen una funció essencial en les paraules, aporten informació de significat, derivació, funció sintàctica i altres característiques gramaticals. Totes les llengües que utilitzen els tons per a alguna d'aquestes funcions s'anomenen tonals. No és el cas del català ni de cap de les llengües properes, on el to només fa la primera funció que hem comentat: informar de detalls sobre del missatge. Però sí que passa en suec i en noruec, per exemple, on una mateixa paraula entonada diferent pot, a banda de dir coses sobre el missatge, modificar aquest mot o distingir-lo d'un altre amb un significat completament diferent. El suec i el noruec són llengües tonals.

## Llengües tonals
Sembla que vora la meitat de les llengües del món serien tonals; tot i això, la majoria de les llengües indoeuropees, la família que inclou la majoria de les llengües més parlades, no són tonals, i per això la tonalitat no sembla familiar a la majoria de persones d'Occident.

### Europa
Així mateix, el to és rar entre les llengües europees. N'hi ha algunes com el noruec, el suec, el serbocroat, el lituà, i la variant del neerlandès anomenada limburguès, que tenen certes característiques de tonalitat, però típicament són descrites com a llengües amb accent tonal, un fenomen diferent del to contrastiu que posseeixen moltes llengües africanes.

### Àfrica
La majoria de les llengües de l'Àfrica són tonals. Hi ha quatre grans famílies de llengües africanes: les llengües afroasiàtiques, niloticosaharianes, nigerocongoleses, i khoisànides. D'aquestes famílies, totes les llengües khoisànides i niloticosaharianes tenen tons contrastius, i la gran majoria de les llengües nigerocongoleses ho són també (encara que certes llengües molt conegudes de la família no ho són, específicament el suahili, el wòlof i el ful). De les llengües afroasiàtiques, moltes són tonals, tant dins de les subfamílies txadianes, omòtiques com de la de les cuixítiques, però no són pas la majoria.

### Amèrica
Hi ha algunes llengües americanes amb sistemes de tons; les llengües na-dené i otomangueanes típicament són tonals, i hi ha altres llengües americanes, especialment en Amèrica Central i parts d'Amèrica del Sud, que també ho són. No hi ha llengües tonals documentades entre les llengües indígenes d'Austràlia. Hi ha poques llengües tonals en la família austronèsies.

### Àsia
El grup de llengües tonals més famós és el de l'Àsia Oriental. Totes les llengües xineses tenen tons contrastius, i també les altres llengües de la regió. Entre les llengües de l'àrea lingüística ho són les tai-kadai, les hmong-mien, el vietnamita, i algunes llengües sinotibetanes. La distribució de tonalitat en aquesta regió sembla no ésser genètica sinó areal: mentre que totes les llengües hmong-mien i tai-kadai són tonals, només la meitat de les llengües sinotibetanes ho són (aquestes inclouen el xinès, el tibetà, i el birmà), i entre les llengües austroasiàtiques només les llengües de la branca viet-muong (inclòs el vietnamita) són tonals. És probable que la distribució de tonalitat (i diversos altres trets comuns) a l'Àsia Oriental resulti d'una història amb contactes entre aquestes llengües, perquè aquest sistema de to contrastiu es troba a diverses llengües no emparentades, i no a les altres llengües que sí que estan genèticament emparentades al xinès i al vietnamita.